# Diócesis de Mantua
La diócesis de Mantua (en latín: Dioecesis Mantuana y en italiano: Diocesi di Mantova) es una circunscripción eclesiástica de la Iglesia católica en Italia. Se trata de una diócesis latina, sufragánea de la arquidiócesis de Milán. Desde el 3 de junio de 2016 su obispo es Gianmarco Busca.

## Territorio y organización

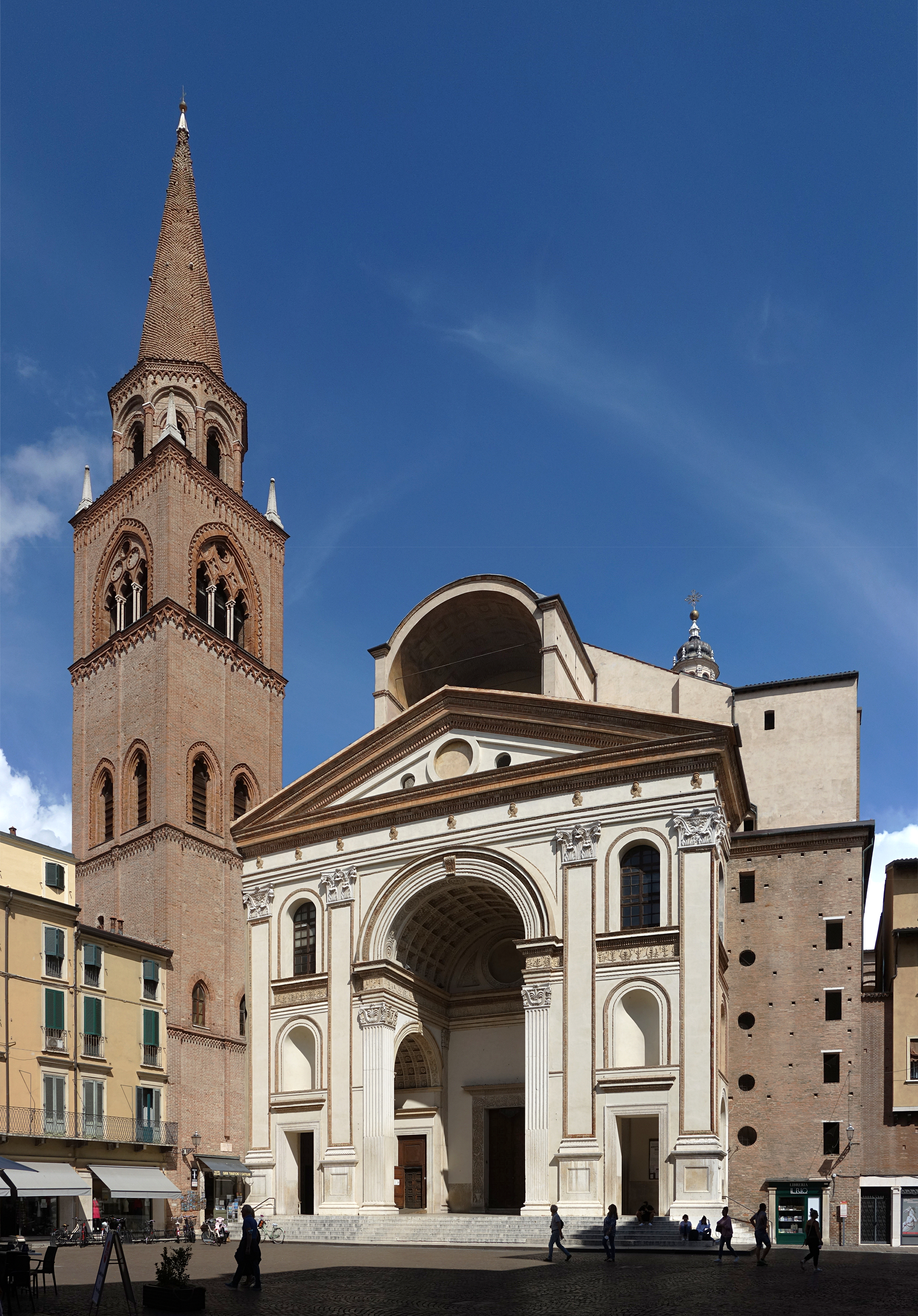
Concatedral basílica de San Andrés, en Mantua

La diócesis tiene 2080 km² y extiende su jurisdicción sobre los fieles católicos de rito latino residentes en parte de la región de Lombardía, comprendiendo: 
- la provincia de Mantua, excepto las comunas de: Bozzolo, Rivarolo Mantuano, San Martino dall'Argine, Gazzuolo, Commessaggio, Sabbioneta, Viadana (la fracción de Cizzolo sí forma parte de la diócesis de Mantua), Pomponesco, Dosolo;
- en la provincia de Cremona las comunas de: Ostiano y Volongo.

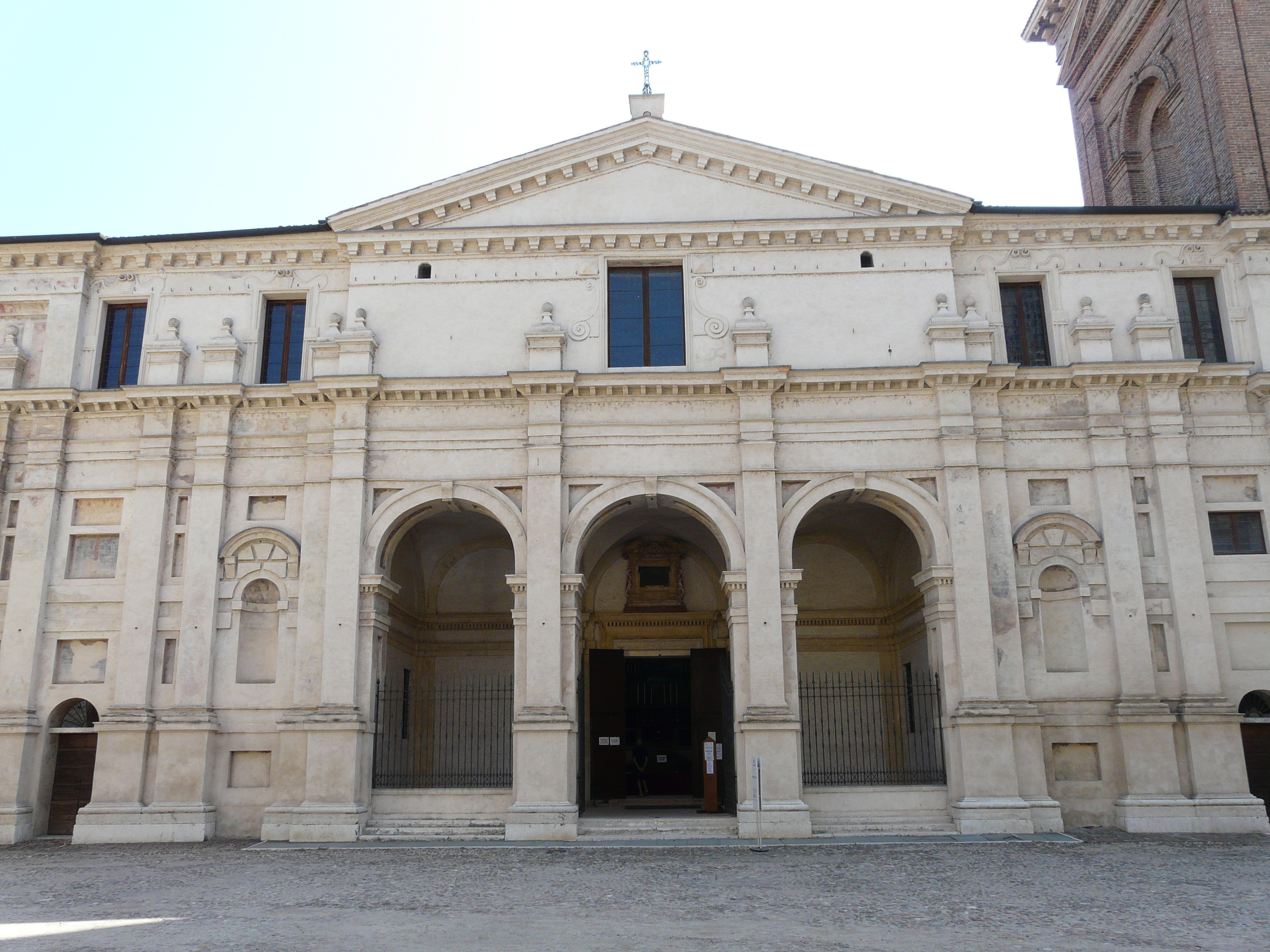
Basílica palatina de Santa Barbara, en Mantua

La sede de la diócesis se encuentra en la ciudad de Mantua, en donde se halla la Catedral de San Pedro Apóstol, la Concatedral basílica de San Andrés y la basílica palatina de Santa Barbara. Existen además las basílicas menores de: santuario de la Santísima Virgen de las Gracias, en Curtatone; Abadía de San Benito en Polirone, en San Benedetto Po; Nuestra Señora de la Salud, en Goito; santuario de San Luis Gonzaga, en Castiglione delle Stiviere; y San Benito, en Gonzaga.

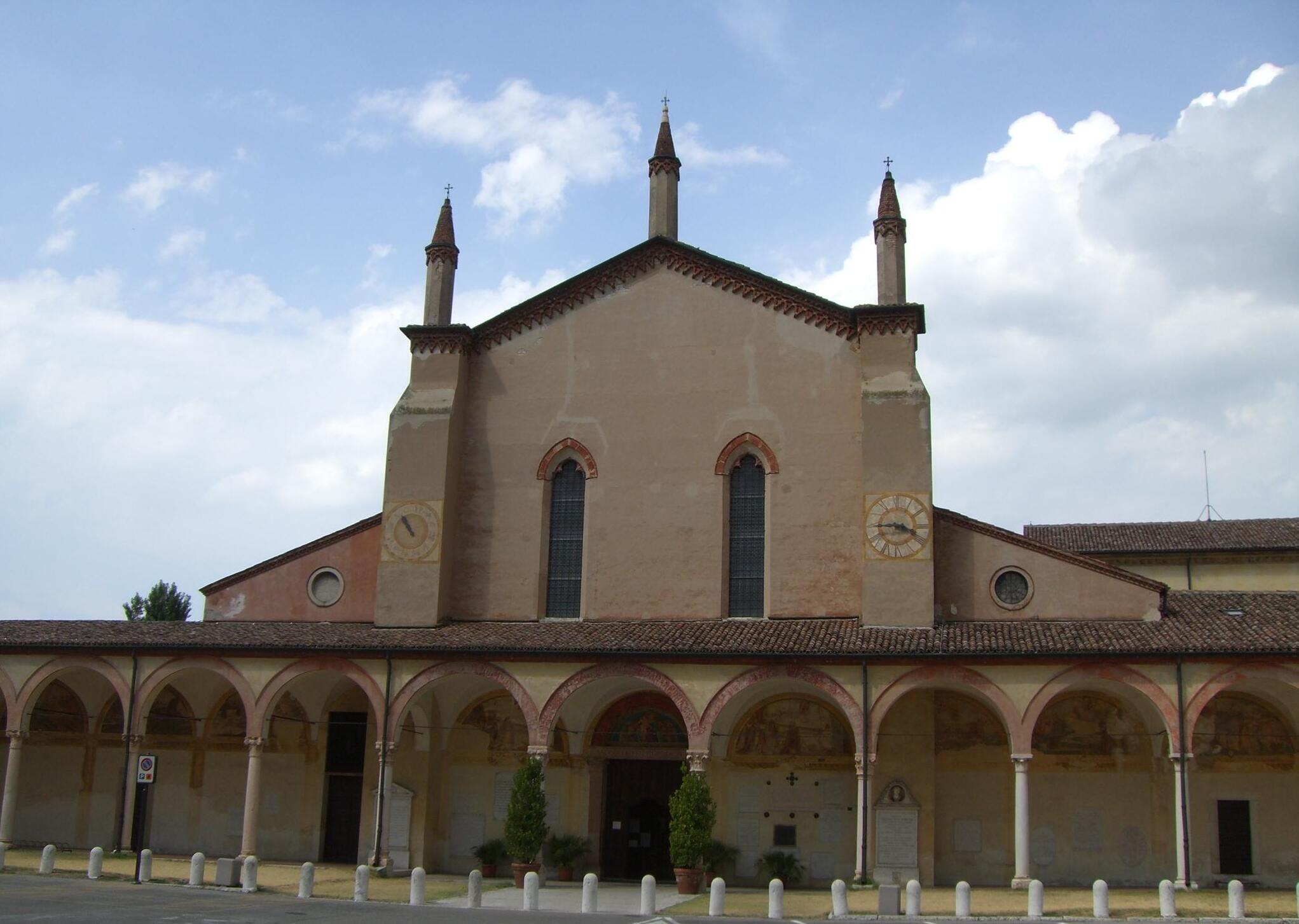
Basílica santuario de la Santísima Virgen de las Gracias, en Curtatone

En 2021 en la diócesis existían 168 parroquias agrupadas en 1 arciprestazgo urbano y 6 rurales: Santa Famiglia di Nazareth, San Carlo, San Luigi, San Pio X, Santo'Anselmo y Madonna della Comuna. Todos los arciprestazgos están organizados en unidades pastorales, constituidos por un mínimo de 2 y un máximo de 10 parroquias.

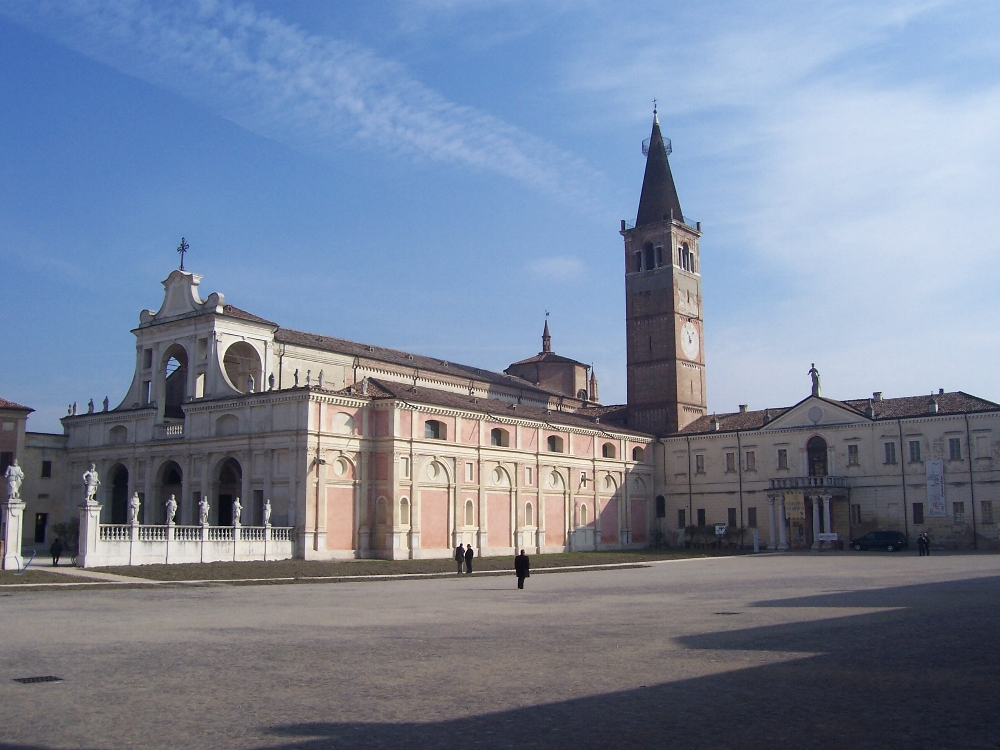
Basílica abadía de San Benito en Polirone, en San Benedetto Po

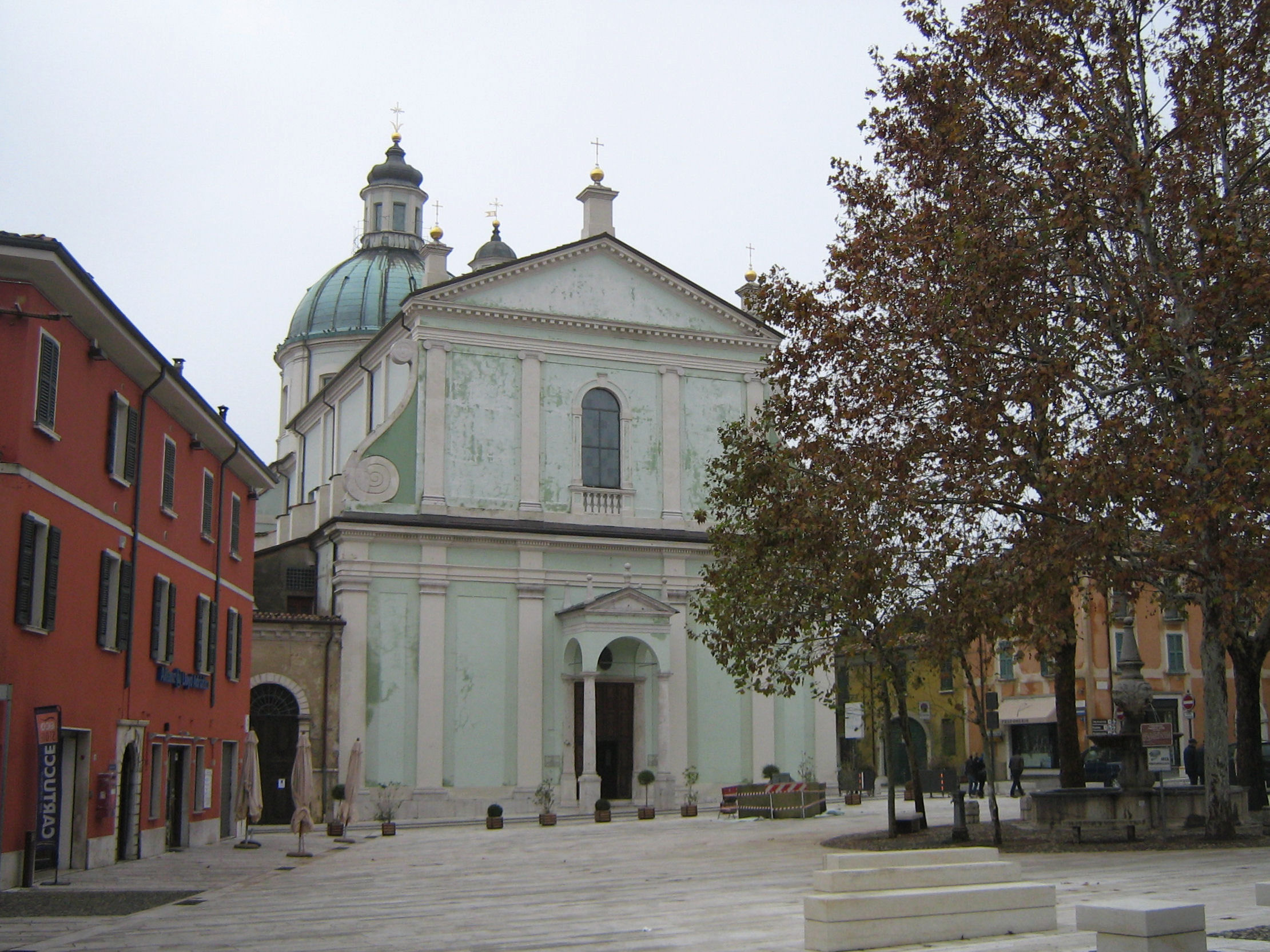
Basílica santuario de San Luis Gonzaga, en Castiglione delle Stiviere

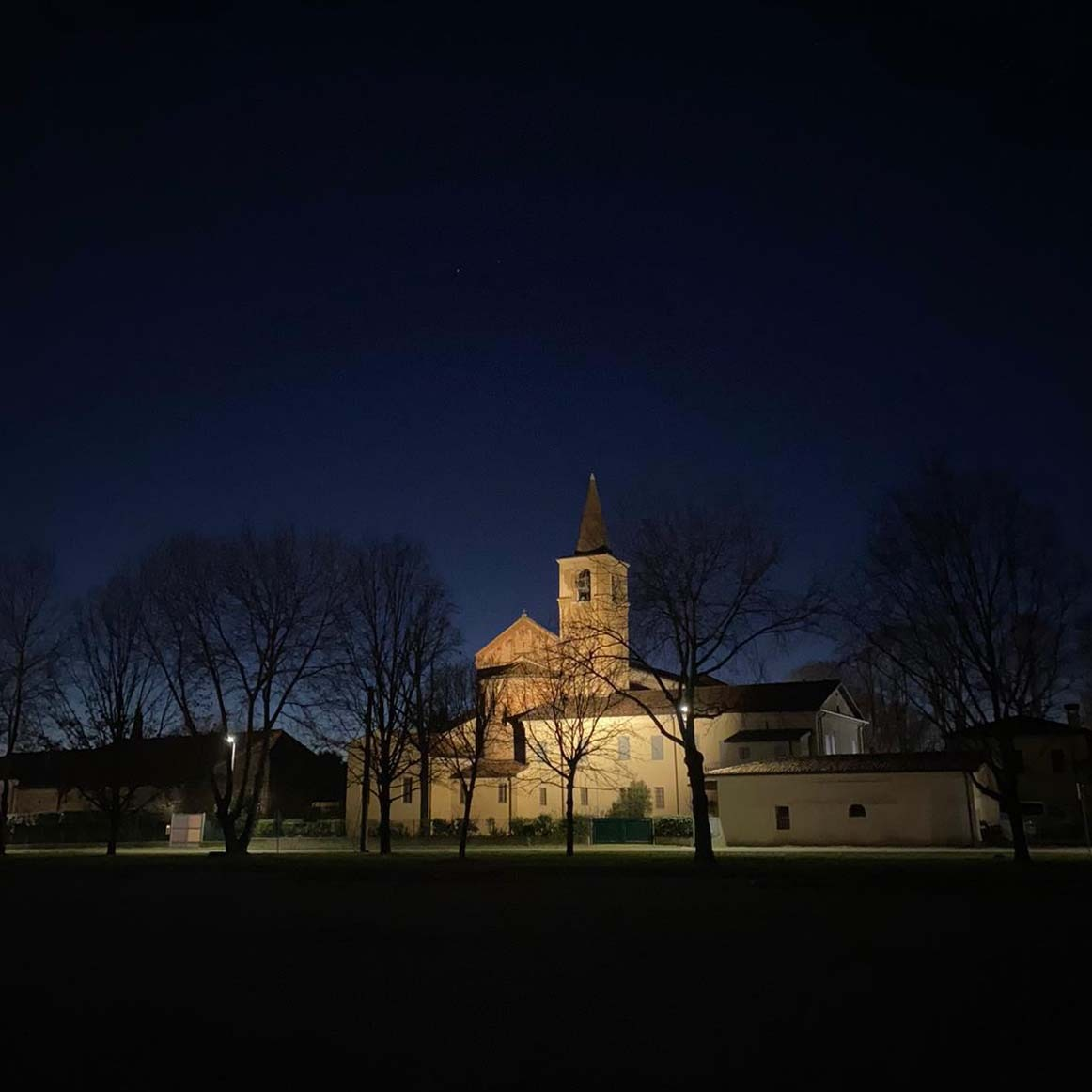
Basílica de San Benito, en Gonzaga

## Historia
La tradición establece el nacimiento de la diócesis de Mantua al 804, después de una visita del papa León III a la ciudad, erigiendo la diócesis a partir del territorio de la diócesis de Verona. A pesar de que la primera prueba documental de la presencia de la diócesis es del siglo IX, se han presentado hipótesis según las cuales la fundación podría haber tenido lugar verso el 760 o incluso el siglo VII. Otras hipótesis sostienen que la diócesis habría existido antes de la llegada de los lombardos, y la destrucción de la ciudad habría comportado la supresión de la diócesis, que habría estado de nuevo erigida a inicios del siglo IX. Una confirmación parcial de esta hipótesis es que al 827 tuvo lugar en Mantua un importante concilio con el fin de poner fin al conflicto entre los patriarcados de Aquileia y de Grado: este concilio no se habría celebrado allí si Mantua no hubiera disfrutado de un antiguo prestigio y tradición en la Iglesia.
Un diploma del emperador Conrado II del año 1037 contiene la lista más antigua de parroquias pertenecientes al obispo de Mantua, con un total de 35.
Aunque los obispos de Mantua nunca tuvieron un verdadero señorío, ejercieron algunos derechos temporales (poderes puros y mixtos), especialmente sobre algunos castillos del Oltrepò. A partir del siglo XIV los obispos ostentaron el título de príncipe del Sacro Imperio Romano Germánico y, a pesar de la oposición de los emperadores, continuaron utilizando el título hasta finales del siglo XVIII.
El 13 de abril de 1452 Mantua, que hasta entonces había sido sufragánea del patriarcado de Aquilea, pasó ser una diócesis inmediatamente sujeta a la Santa Sede.
Entre 1466 y 1566, durante un siglo, la sede episcopal fue prerrogativa de la Familia Gonzaga, primero marqueses y luego duques de Mantua. Durante este periodo, seis miembros de la familia ocuparían la sede.
A inicios del XVII el episcopado de Francesco Gonzaga fue especialmente notable, fundando el seminario diocesano y consagrando la catedral. En varias ocasiones se ha iniciado su proceso de beatificación, dada su gran caridad.
En 1803 el concordado napoleónico preveía el paso de Mantua a la provincia eclesiástica de la arquidiócesis de Ferrara, disposición que quedó sin efecto. En cambio, el 16 de febrero de 1820, mediante la bula Paternae charitatis del papa Pío VII, pasó a formar parte de la provincia eclesiástica de la arquidiócesis de Milán. Al mismo tiempo, las parroquias de la diócesis de Reggio, situadas al norte del río Po, fueron anexadas a la diócesis de Mantua.
El 12 de septiembre de 1818 mediante la bula De salute Dominici gregis el papa Pío VII decretó la supresión de la abadía nullius de Asola; de sus diez parroquias, ocho fueron incorporadas a la diócesis de Mantua y dos a la de Brescia.
En el difícil período de la Unificación de Italia, el obispo Pietro Rota no obtuvo el exequatur y por tanto nunca pudo tomar posesión de la diócesis y residir en el palacio episcopal. Durante un cierto tiempo también estuvo encarcelado y vio cerrado el seminario diocesano por las autoridades civiles. Fundó el periódico Il Vessillo Cattolico, que se publicó de 1872 a 1876.

## Estadísticas
Según el Anuario Pontificio 2022 la diócesis tenía a fines de 2021 un total de 321 970 fieles bautizados.
| Año                                                                             | Población            | Población | Población      | Sacerdotes | Sacerdotes    | Sacerdotes    | Bautizados por sacerdote | Diáconos permanentes | Religiosos | Religiosos | Parroquias |
| Año                                                                             | Bautizados católicos | Total     | % de católicos | Total      | Clero secular | Clero regular | Bautizados por sacerdote | Diáconos permanentes | Varones    | Mujeres    | Parroquias |
| ------------------------------------------------------------------------------- | -------------------- | --------- | -------------- | ---------- | ------------- | ------------- | ------------------------ | -------------------- | ---------- | ---------- | ---------- |
| 1950                                                                            | 374 586              | 375 000   | 99.9           | 328        | 312           | 16            | 1142                     |                      | 23         | 690        | 153        |
| 1969                                                                            | 339 288              | 340 434   | 99.7           | 336        | 305           | 31            | 1009                     |                      | 42         | 723        | 168        |
| 1980                                                                            | 345 000              | 346 988   | 99.4           | 342        | 314           | 28            | 1008                     |                      | 31         | 428        | 170        |
| 1990                                                                            | 336 000              | 338 403   | 99.3           | 309        | 284           | 25            | 1087                     |                      | 31         | 415        | 169        |
| 1999                                                                            | 334 234              | 340 519   | 98.2           | 277        | 243           | 34            | 1206                     |                      | 40         | 438        | 168        |
| 2000                                                                            | 332 106              | 344 888   | 96.3           | 266        | 234           | 32            | 1248                     |                      | 36         | 411        | 168        |
| 2001                                                                            | 336 828              | 349 676   | 96.3           | 256        | 229           | 27            | 1315                     |                      | 31         | 375        | 168        |
| 2002                                                                            | 333 216              | 347 014   | 96.0           | 253        | 227           | 26            | 1317                     |                      | 30         | 368        | 168        |
| 2003                                                                            | 328 016              | 341 944   | 95.9           | 250        | 222           | 28            | 1312                     |                      | 31         | 379        | 168        |
| 2004                                                                            | 345 280              | 363 414   | 95.0           | 246        | 212           | 34            | 1403                     |                      | 36         | 349        | 168        |
| 2013                                                                            | 328 876              | 382 128   | 86.1           | 198        | 175           | 23            | 1660                     | 12                   | 25         | 261        | 168        |
| 2016                                                                            | 324 568              | 376 015   | 86.3           | 184        | 165           | 19            | 1763                     | 12                   | 21         | 239        | 168        |
| 2019                                                                            | 322 782              | 376 405   | 85.8           | 182        | 160           | 22            | 1773                     | 20                   | 26         | 220        | 168        |
| 2021                                                                            | 321 970              | 374 614   | 85.9           | 179        | 160           | 19            | 1798                     | 21                   | 37         | 206        | 168        |
| Fuente: Catholic-Hierarchy, que a su vez toma los datos del Anuario Pontificio. |                      |           |                |            |               |               |                          |                      |            |            |            |

## Episcopologio
- Gregorio? † (mencionado en 814)
- Laiulfo o Erdulfo † (mencionado en 827)
- Eginulfo † (antes de 881-después de 896)
- Ambrogio † (mencionado en 918)
- Manasse d'Arles † (siglo X)
- Pietro † (antes de 945-después de 946)
- Guglielmo † (antes de 962-después de 964)[6]
- Gumbaldo † (antes de noviembre de 966-después de 981)[6]
- Giovanni † (mencionado en 997)[6]
- Itolfo † (antes de 1007-después de 1037)[6][nota 3]
- Marciano † (antes de 1045-después de 1052)[6]
- Eliseo † (antes de octubre de 1055-después de 1075 falleció)[7]
- Ubaldo Vicedomino † (antes de marzo de 1086-después de abril de 1098)[6]
- Ugo † (antes de mayo de 1101-después de junio de 1109 falleció)[7]
- Manfredo † (antes de 1114-después de 1140)[6][nota 4]
- Garsendonio † (antes de mayo de 1148-circa 1168 depuesto)[7]
- Beato Giovanni, O.S.B. † (antes de 1174-1177 nombrado obispo de Vicenza)[7]
- Garsedonio † (antes de septiembre de 1177-después de septiembre de 1187 falleció) (por segunda vez)[7]
- Sigifredo † (antes de octubre de 1189-después de febrero de 1191 falleció)[7]
- Enrico Delle Carceri † (antes de octubre de 1193-después de noviembre de 1227 falleció)[7]
- Pellizzario † (antes de enero de 1229-después de octubre de 1230)[7]
- Guidotto da Correggio † (antes de junio de 1231-14 de mayo de 1235 falleció)[7]
  - Sede vacante (1235-1238)
- Giacomo Dalla Porta, O.Cist. † (antes de julio de 1237-diciembre de 1251 nombrado obispo de Porto y Santa Rufina)[7]
- Martino da Puzolerio † (31 de mayo de 1252-24 de julio de 1268 falleció)
- Anónimo (Aleardino?) † (1268-1270)
  - Filippo da Casaloldo † (1270-21 de noviembre de 1303 falleció) (obispo electo)
- Filippo Bonacolsi, O.F.M. † (8 de diciembre de 1303-18 de diciembre de 1303 falleció)
- Beato Giacomo Benfatti, O.P. † (10 de enero de 1304-19 de noviembre de 1332 falleció)
  - Sede vacante (1332-1338)
- Gottifredo Spinola † (4 de noviembre de 1338-1346 o 1347 falleció)
- Ruffino Landi † (16 de abril de 1347-15 de abril de 1367 falleció)
- Guido de Beziis d'Arezzo † (26 de agosto de 1367-3 de marzo de 1386 falleció)
- Sagramoso Gonzaga † (10 de abril de 1386-octubre de 1390 depuesto)
- Antonio degli Uberti † (14 de noviembre de 1390-24 de abril de 1417 falleció)
- Giovanni degli Uberti † (16 de febrero de 1418-19 de enero de 1428 falleció)
- Matteo Boniperti, O.P. † (21 de mayo de 1428-24 de agosto de 1444 falleció)
- Galeazzo Cavriani † (11 de septiembre de 1444-18 de julio de 1466 falleció)
  - Francesco Gonzaga † (20 de agosto de 1466-21 de octubre de 1483 falleció) (obispo electo)
  - Ludovico Gonzaga † (27 de octubre de 1483-9 de enero de 1511 falleció) (obispo electo)
  - Sigismondo Gonzaga † (10 de febrero de 1511-1521 renunció) (administrador apostólico)
- Ercole Gonzaga † (10 de mayo de 1521-3 de marzo de 1563 falleció)
- Federico Gonzaga † (4 de junio de 1563-22 de febrero de 1565 falleció)[nota 5]
- Francesco Gonzaga † (15 de mayo de 1565-6 de enero de 1566 falleció)
- Gregorio Boldrini, O.P. † (7 de febrero de 1567-2 de noviembre de 1574 falleció)
- Marco Fedeli Gonzaga † (28 de noviembre de 1574-29 de septiembre de 1583 falleció)
- Alessandro Andreasi † (14 de noviembre de 1583-23 de marzo de 1593 falleció)
- Francesco Gonzaga, O.F.M.Obs. † (30 de abril de 1593-2 de marzo de 1620 falleció)
- Vincenzo Agnello Suardi † (2 de marzo de 1620 por sucesión-13 de septiembre de 1644 falleció)
- Masseo Vitali, O.F.M. † (5 de febrero de 1646-23 de junio de 1669 falleció)
- Ferdinando Tiburzio Gonzaga † (23 de febrero de 1671-28 de octubre de 1672 falleció)
- Giovanni Lucido Cattaneo † (12 de marzo de 1674-2 de marzo de 1685 falleció)
- Enrico Vialardi di Villanova, B. † (3 de marzo de 1687-6 de diciembre de 1711 falleció)
- Alessandro Arrigoni † (30 de enero de 1713-13 de agosto de 1718 falleció)
- Antonio Guidi di Bagno Talenti † (26 de abril de 1719-21 de diciembre de 1761 falleció)
- Juan Portugal de la Puebla † (29 de marzo de 1762-17 de enero de 1770 renunció[nota 6])
- Giovanni Battista von Pergen † (29 de enero de 1770-12 de noviembre de 1807 falleció)
  - Sede vacante (1807-1823)
- Giuseppe Maria Bozzi † (16 de mayo de 1823-14 de diciembre de 1833 falleció)
- Giovanni Battista Bellé † (24 de julio de 1835-30 de junio de 1844 falleció)
  - Sede vacante (1844-1847)
- Giovanni Corti † (12 de abril de 1847-12 de diciembre de 1868 falleció)
  - Sede vacante (1868-1871)
- Pietro Rota † (27 de octubre de 1871-3 de mayo de 1879 renunció[nota 7])
- Giovanni Maria Berengo † (12 de mayo de 1879-10 de noviembre de 1884 nombrado arzobispo de Udine)
- San Giuseppe Melchiorre Sarto † (10 de noviembre de 1884-15 de junio de 1893 nombrado patriarca de Venecia)
- Paolo Carlo Francesco Origo, O.SS.C.A. † (18 de marzo de 1895-13 de noviembre de 1928 falleció)
- Domenico Menna † (16 de noviembre de 1928-8 de septiembre de 1954 renunció[nota 8])
- Antonio Poma † (8 de septiembre de 1954-16 de julio de 1967 nombrado arzobispo coadjutor de Bolonia[nota 9])
- Carlo Ferrari † (19 de octubre de 1967-28 de junio de 1986 retirado)
- Egidio Caporello † (28 de junio de 1986-13 de julio de 2007 retirado)
- Roberto Busti (13 de julio de 2007-3 de junio de 2016 retirado)
- Gianmarco Busca, desde el 3 de junio de 2016

## Calendario litúrgico propio de la diócesis
| Fecha            | Celebración                                   | Grado                                              |
| ---------------- | --------------------------------------------- | -------------------------------------------------- |
| 29 de enero      | Beata Arcangela Girlani, virgen               | Memoria facultativa                                |
| 13 de febrero    | Dedicación de la catedral y de la concatedral | Fiesta Solemnidad a la catedral y a la concatedral |
| 19 de febrero    | Beata Elisabetta Picenardi, virgen            | Memoria facultativa                                |
| 24 de febrero    | Beato Marco Marconi, presbítero               | Memoria facultativa                                |
| 18 de marzo      | Santo Anselmo di Luca, obispo                 | Solemnidad                                         |
| 11 de abril      | Beato Battista Spagnoli, presbítero           | Memoria                                            |
| 18 de junio      | Beata Osanna Andreasi, virgen                 | Memoria                                            |
| 21 de junio      | San Luis Gonzaga, religios                    | Fiesta                                             |
| 9 de julio       | Beato Joan de Vicenza, obispo                 | Memoria facultativa                                |
| 27 de julio      | San Simeone, diácono                          | Memoria facultativa                                |
| 18 de agosto     | Beata Paola Montaldi, virgen                  | Memoria                                            |
| 21 de agosto     | San Pío X, Papa                               | Fiesta                                             |
| 26 de septiembre | Dedicación de la propia iglesia               | Solemnidad                                         |
| 5 de octubre     | Beato Matteo Carreri, presbítero              | Memoria facultativa                                |
| 16 de octubre    | Beato Joan Bono de Mantua, religioso          | Memoria                                            |
| 5 de noviembre   | Santos y beatos de la Iglesia de Mantua       | Memoria facultativa                                |
| 19 de noviembre  | Beato Giacomo Benfatti, obispo                | Memoria facultativa                                |
| 5 de diciembre   | Beato Bartolomeo Fanti, presbítero            | Memoria facultativa                                |
| 7 de diciembre   | San Ambrosio de Milán, obispo                 | Fiesta                                             |